# Петър Милошевски
Петър Милошевски (на македонска литературна норма: Петар Милошевски) е професор и политик от Република Македония.

## Биография
Роден е през 1949 г. Бил е професор в Медицинския факултет на Скопския университет. Работи като директор на Института за фармакология и токсикология към Медицинския факултет на УКИМ. През май 2001 г. става министър на здравеопазването от Либерално-демократическата партия. Умира на 10 януари 2015 г. в Скопие.